# Beaumont (Vienne)
Beaumont foi uma comuna francesa na região administrativa da Nova Aquitânia, no departamento de Vienne. Estendia-se por uma área de 21,44 km². Em 2010 a comuna tinha 3 040 habitantes (densidade: 141,8 hab./km²).
Em 1 de janeiro de 2017, passou a fazer parte da nova comuna de Beaumont Saint-Cyr.